# Peter Stebbings

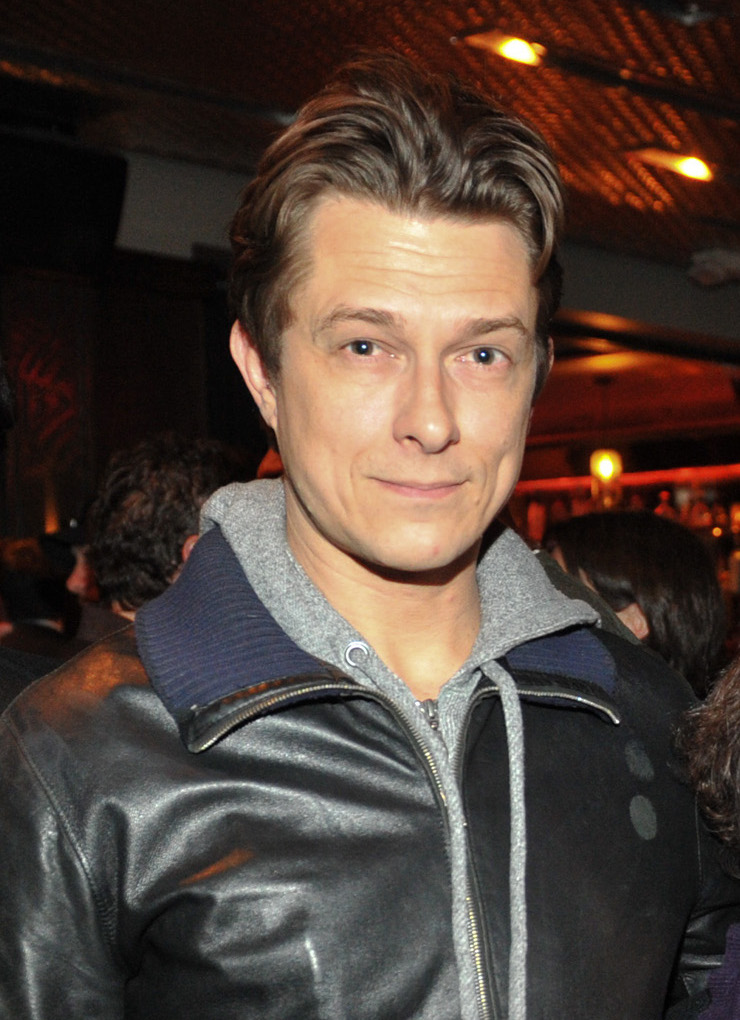
Peter Stebbings (2011)

Peter Stebbings (* 28. Februar 1971 in Vancouver, Kanada) ist ein kanadischer Schauspieler, Filmregisseur und Drehbuchautor.

## Biografie
Peter Stebbings stand bereits als Jugendlicher im Alter von 12 Jahren auf der Theaterbühne. Ende der 1980er und Anfang der 1990er Jahre debütierte er in mehreren Episoden unterschiedlicher Fernsehserien auf der Leinwand. Er konnte sich als Schauspieler etablieren und wurde insbesondere durch seine Rollen in den Fernsehserien Traders, Jeremiah – Krieger des Donners und The Listener – Hellhörig international bekannt. In den Kinofilmen K-19 – Showdown in der Tiefe und Krieg der Götter spielte er kleinere Nebenrollen.
Mit der Tragikomödie Defendor debütierte Peter Stebbings im Jahr 2009 als Autorenfilmer. Der Film erzählt die Geschichte von Arthur Poppington, gespielt von Woody Harrelson, der sich als Superheld verkleidet und gegen Drogenhändler kämpft.

## Filmografie (Auswahl)

### Schauspiel
- 1990: 21 Jump Street – Tatort Klassenzimmer (21 Jump Street, Fernsehserie, eine Folge)
- 1994: Akte X – Die unheimlichen Fälle des FBI (The X-Files, Fernsehserie, eine Folge)
- 1997–2000: Traders (Fernsehserie, 32 Folgen)
- 2000: In der Tiefe lauert der Tod (On Hostile Ground)
- 2000: Kein Alibi – Dunkles Geheimnis (No Alibi)
- 2001: Relic Hunter – Die Schatzjägerin (Relic Hunter, Fernsehserie, eine Folge)
- 2002–2004: Jeremiah – Krieger des Donners (Jeremiah, Fernsehserie, 25 Folgen)
- 2002: K-19 – Showdown in der Tiefe (K-19: The Widowmaker)
- 2007, 2008: Rabbit Fall – Finstere Geheimnisse (Rabbit Fall, Fernsehserie, 7 Folgen)
- 2008: Jack and Jill vs. the World
- 2010–2012: Murdoch Mysteries (Fernsehserie, fünf Folgen)
- 2011: Krieg der Götter (Immortals)
- 2011–2014: The Listener – Hellhörig (The Listener, Fernsehserie, 38 Folgen)
- 2014: Crossbones (Fernsehserie, neun Folgen)
- 2020: Percy

### Regie / Drehbuch
- 2008: Jack and Jill vs. the World
- 2009: Defendor